# Sportpark Ronhof Thomas Sommer
Le Sportpark Ronhof Thomas Sommer est un stade de football allemand construit en 1910 dans la ville de Fürth. Il a une capacité de 15 606 places. C'est le stade du SpVgg Greuther Fürth.
Entre 2010 et 2014, il est renommé Trolli Arena, en raison du sponsoring de Trolli, une marque allemande de confiserie.

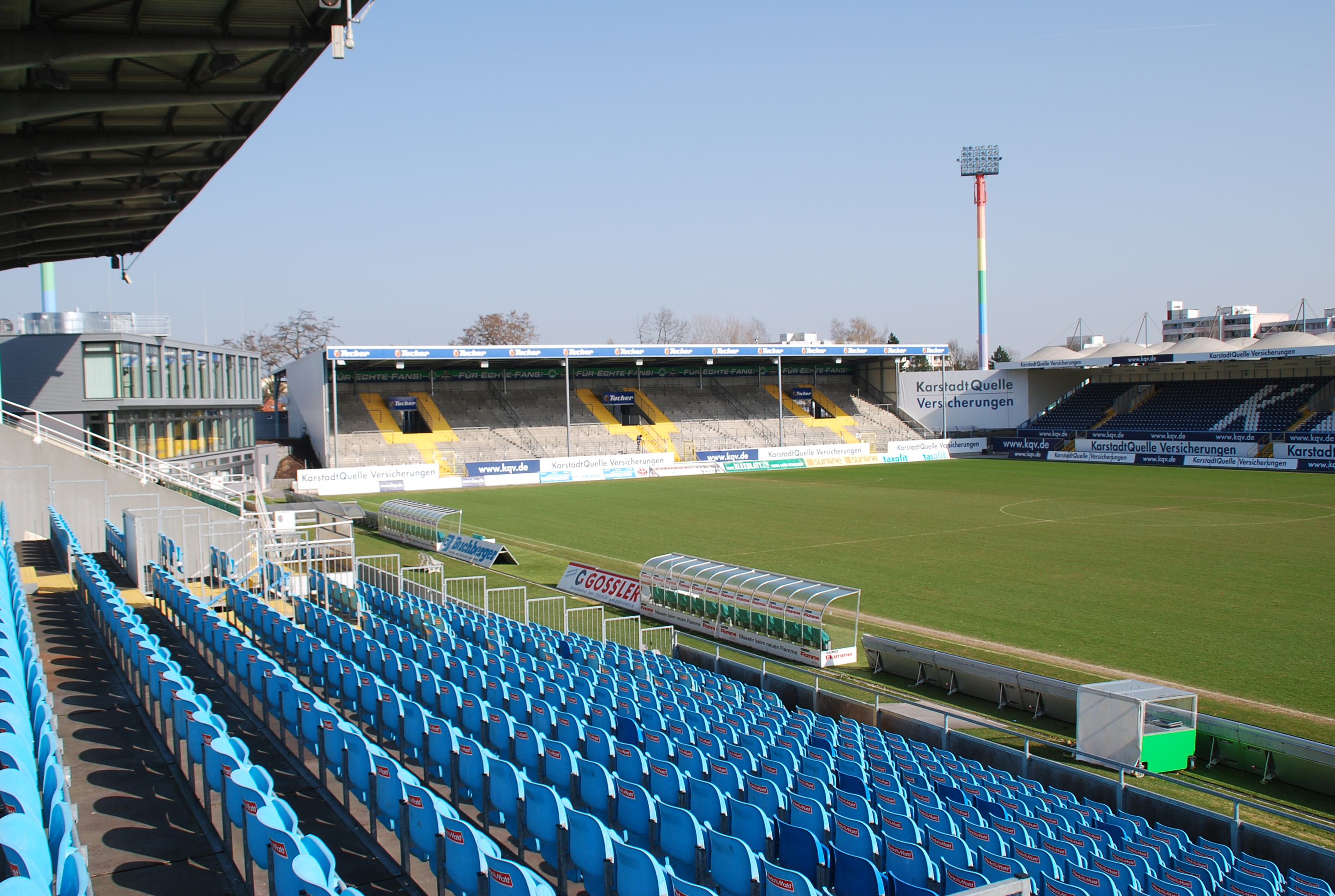
Vue de l'intérieur du stade